# Hoax
Hoax (på svenska: bluff eller skämt) är ett sätt att lura och vilseleda lyssnaren/mottagaren att tro att något osant är sant.
I engelskan används ordet hoax i muntliga konversationer bland annat för att definiera en bluff som blivit så vida spridd att den blivit en myt.